# Diebsschlössle
Das Diebsschlössle (auch: Lorünser Schlössle) ist die Ruine einer mittelalterlichen Höhenburg bei Lorüns, weitgehend auf dem Gemeindegebiet von Stallehr gelegen, im österreichischen Bundesland Vorarlberg.
Die Deutung des Diebsschlössle oder der Burg Valcastiel (Vandans) als identisch mit dem legendären Schloss Montafon kann aufgrund der Untersuchungen heute nicht mehr aufrechterhalten werden.

## Lage
Etwa 185 Höhenmeter oberhalb der Ortschaft Lorüns steht der Lorünser Schlosskopf (Ausläufer des Davennastocks), der auf dem Gemeindegebiet von Lorüns und Stallehr liegt. Dieser über der Bahnhaltestelle Lorüns steil aufragende, helle, bereits überhängende Felsen ist großteils von einem riesigen Spalt durchzogen. Der vom Spalt abgetrennte Felsen neigt sich weiter und wird ins Tal stürzen. Am Felsen sind mehrere Kletterrouten eingerichtet. Auf diesem Felskopf  sind die Mauerreste des Diebsschlössle.
Der Steinbruch Lorüns des ehemaligen Zementwerkes ist etwa 250 Meter Luftlinie entfernt, das Alfenzkraftwerk etwa 500 Meter. Von der Gemeinde Lorüns (Johannes-Nepomuk-Kirche) sind es etwa 350 Meter Luftlinie zum Diebsschlössle.
Es bestand von hier, wie beim Bergkastell Stellfeder (Nenzing), eine gute Sichtverbindung zur urgeschichtlichen Siedlungsstätte Montikel bei Bludenz. Inzwischen ist der Blick nach Bludenz und zum Montikel von Vegetation verdeckt. Vom Diebsschlößle aus ist auch das äußerste Montafon immer noch gut einsehbar.
Der Zustieg erfolgt sowohl von Stallehr, als auch von Lorüns zunächst auf einen Sattel östlich des erwähnten Felsens. Von dort aus kann man über den Ostgrat des Felsens (einige Eisenbügel, bei Nässe rutschig) entlang und direkt am Südrand der riesigen Spalte (Absturzgefahr) kletternd zum Schlößle gelangen, oder den Felsen unter Zuhilfenahme des Fixseiles (siehe Galerie) rechts umgehen. Allgemein wird beim Begehen des Schlössles aufgrund der zahlreichen Felsabstürze, und der jäh abfallenden Spalte zu Umsicht geraten.
Von den am Fuß des Felsens entlangführenden, stark befahrenen Straßen L 188 und S 16 geht dabei eine erhebliche Geräuschbelästigung aus.

## Geschichte

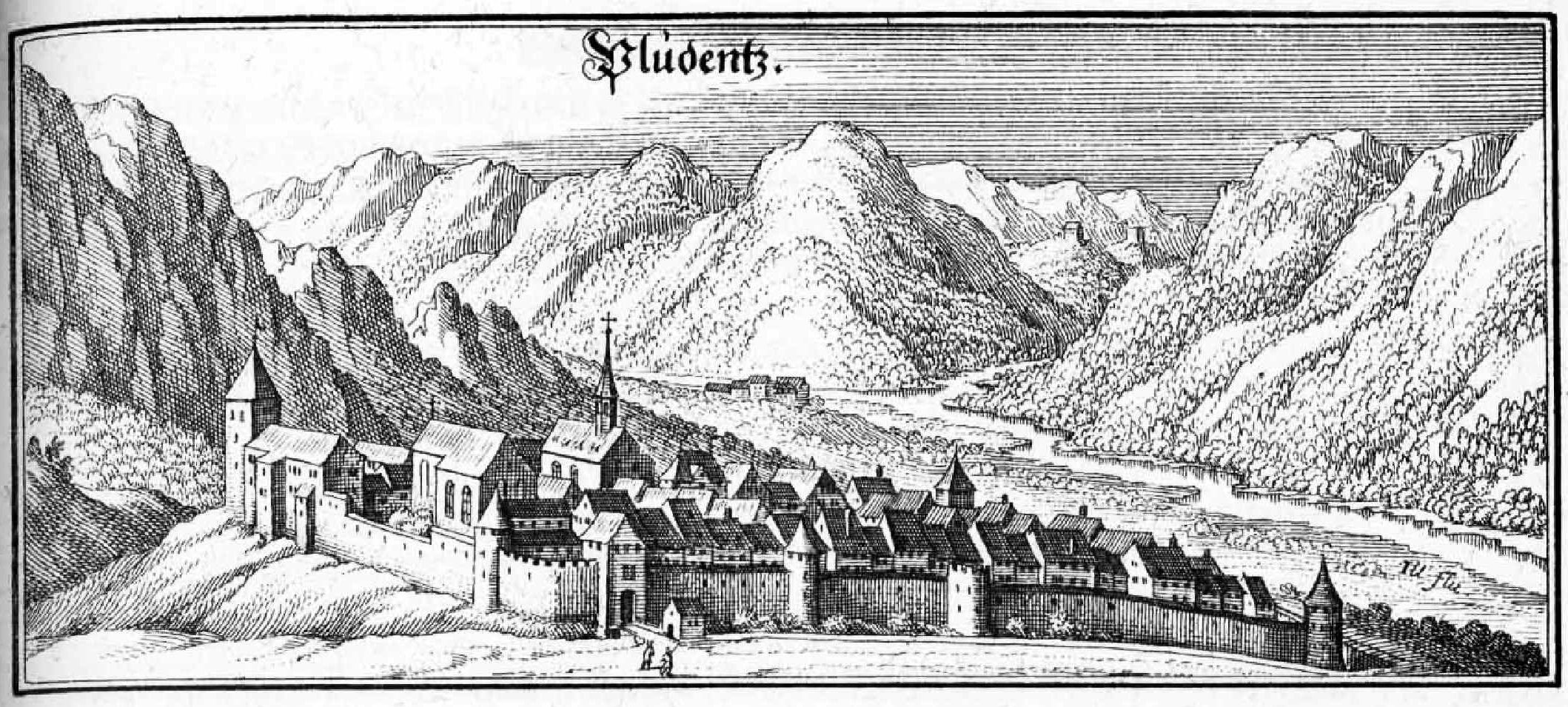
Bludenz um 1643 (Kupferstich von Merian); im Hintergrund sind zwei Burganlagen zu erkennen. Es wird vermutet, dass dies das Diebsschlössle und die Burg Valcastiel sind. Letztere ist in Wirklichkeit nicht sichtbar, da sie hinter der Vandanser Steinwand (rechts) steht.

Über die Geschichte dieser Anlage ist nicht viel bekannt. Einer der wenigen Hinweise zum Aussehen könnte sich auf einem Merian-Kupferstich der Stadt Bludenz aus dem 17. Jahrhundert finden.
2001 erfolgte eine archäologische Untersuchung der Ruine. Bei dieser Untersuchung konnten keine datierbaren Funde für eine mittelalterliche Nutzung erbracht werden.
Die Mauerreste der Anlage weisen mit sieben Steinlagen alle fast dieselbe Höhe auf, und dies, sowie andere Indizien, führt zur Annahme, dass der Bau der Anlage begonnen, aber diese nie fertiggestellt worden war.
Im Bereich des Diebsschlössle fanden sich bei den Untersuchungen und Grabungen 2001 Nachweise für bronzezeitliche Siedlungsaktivitäten (Keramikfragmente), wodurch davon ausgegangen werden kann, dass in der mittleren Bronzezeit etwa 1600 bis 1300/1200 v. Chr. hier Menschen lebten.

## Anlage
Mauerreste der mittelalterlichen Anlage weisen vier deutlich erkennbare Mauerzüge auf, welche ins frühe 14. Jahrhundert datiert wurden. Charakteristisch für die Anlage ist jene Felsspalte, deren Einbindung in das Werk nicht klar ersichtlich ist. Die Anlage verteilt sich auf vier Plateaus. Die Plateaus 1 und 2 befinden sich westlich / nordwestlich, Plateau 3 nördlich und Plateau 4 südlich der Spalte.
Welchem Zweck die Anlage diente und wer Auftraggeber dieser Bauarbeiten war, ist bislang nicht gesichert.

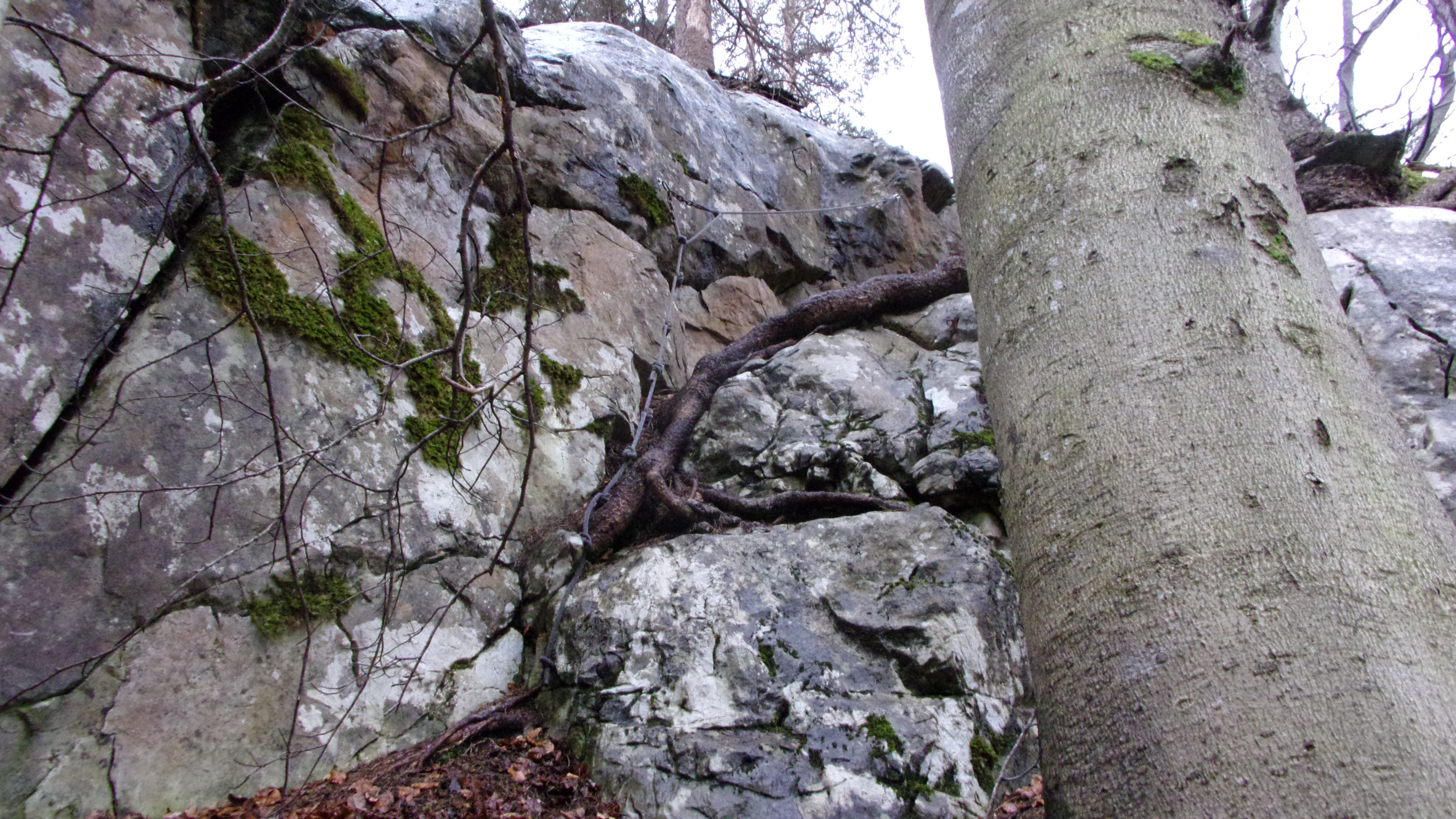
Kleine Klettereinlage beim Zustieg zum Diebsschlößle
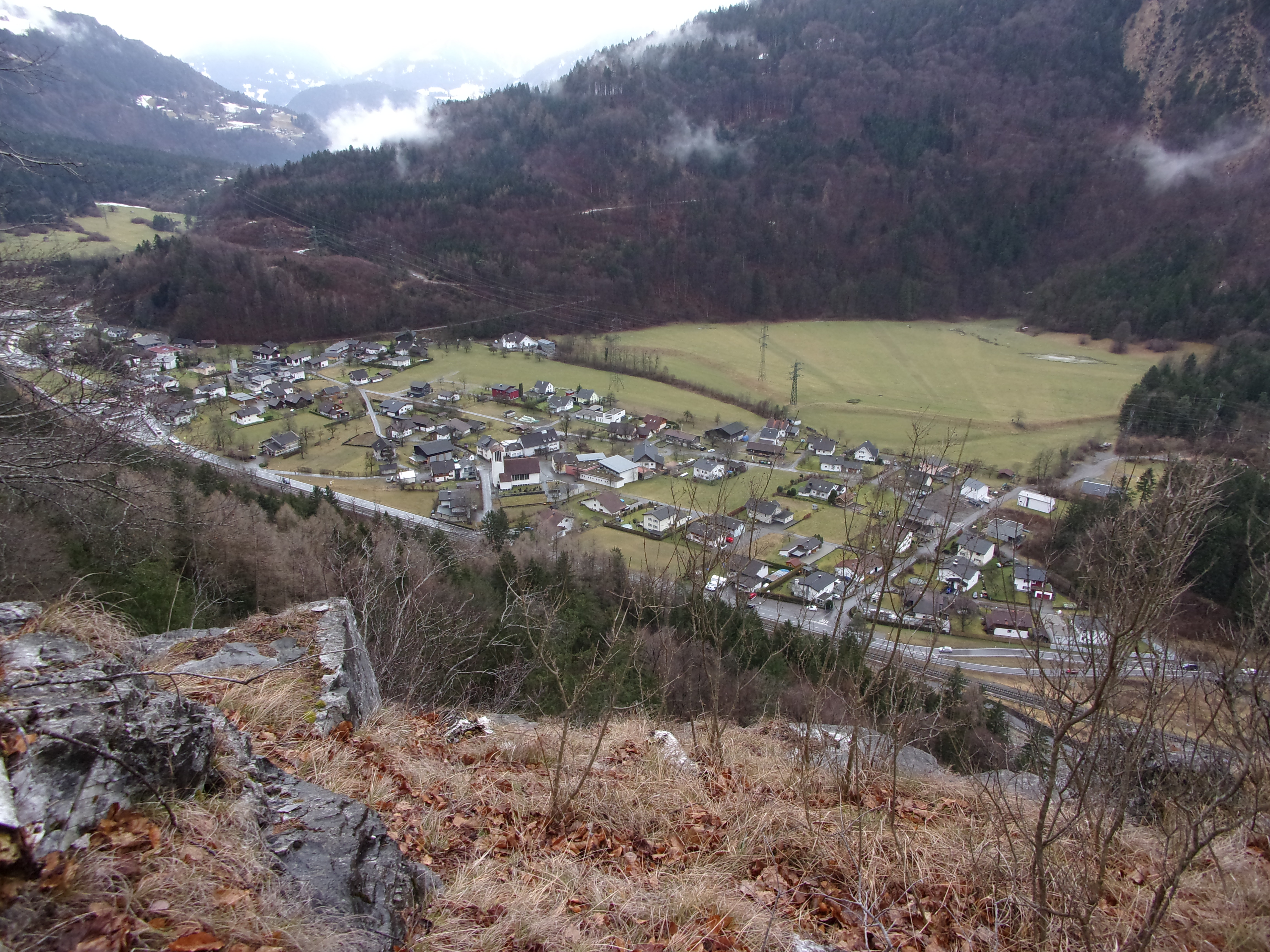
Blick vom Diebsschlößle auf Lorüns und ins Montafon
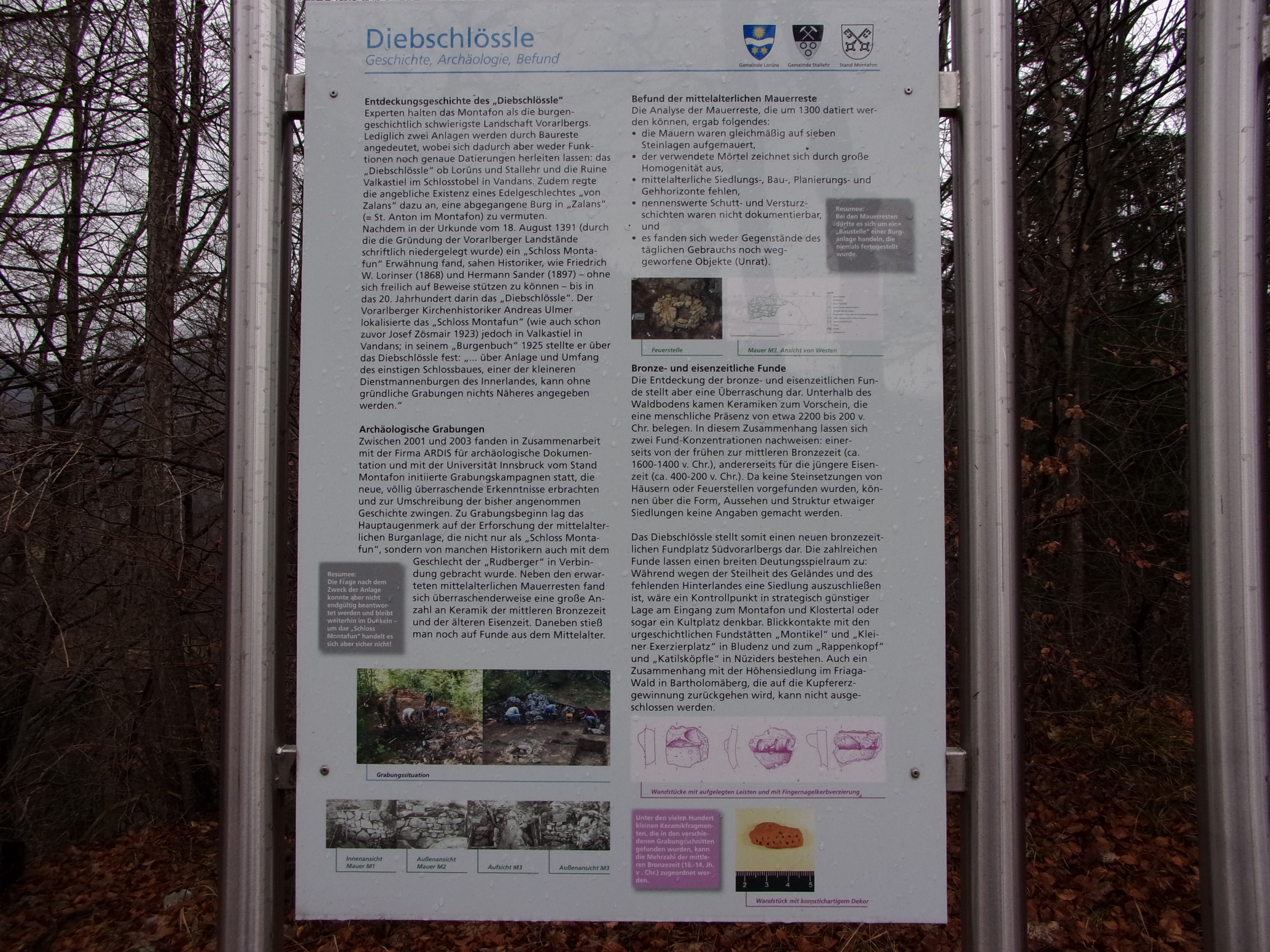
Erläuterungstafel am Diebsschlößle
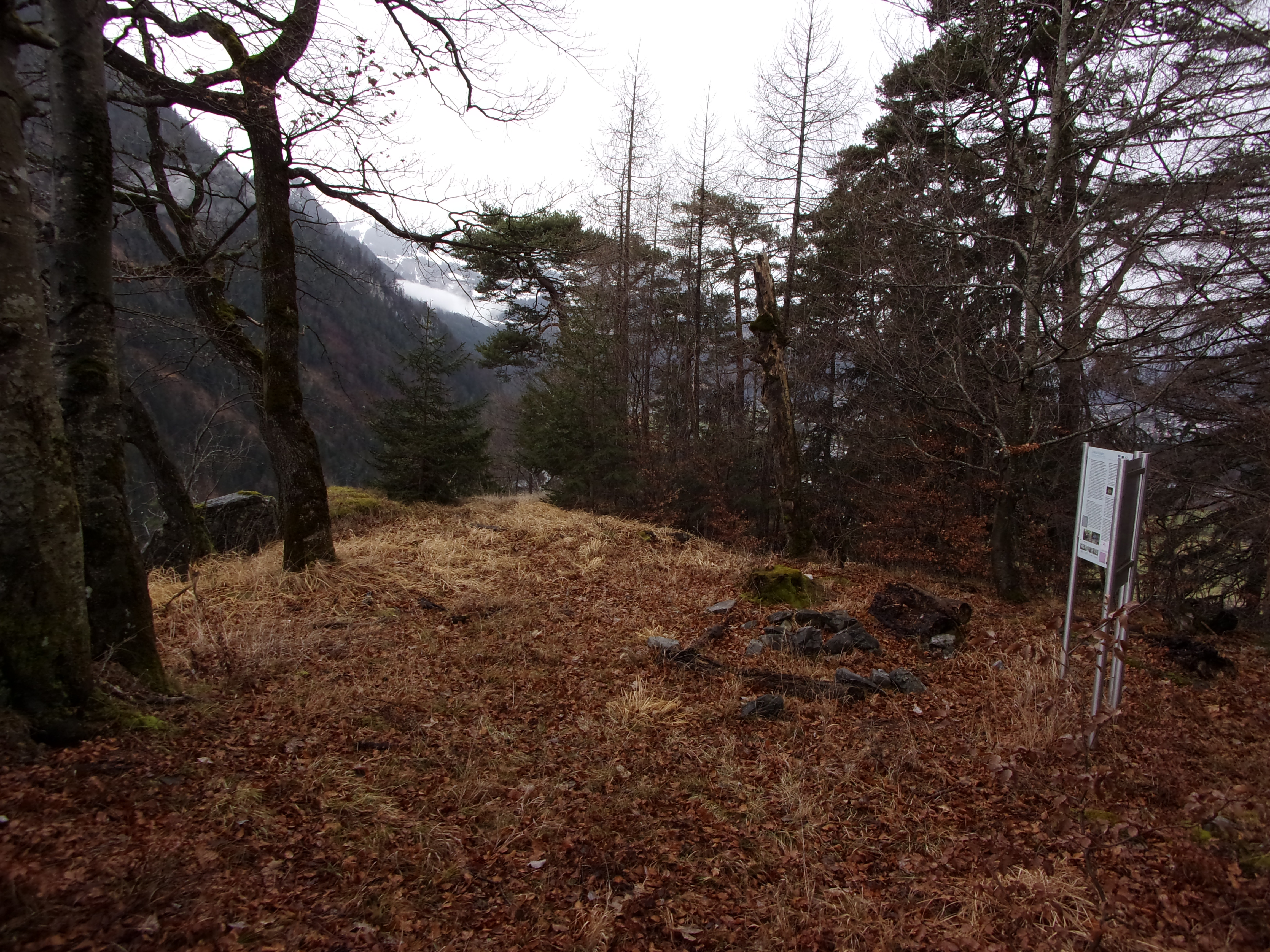
Blick auf das Plateau 1 des Diebsschlößles und nach Westen. Über der Tafel erkennt man durch den Bewuchs noch das Siedlungsgebiet von Bludenz.